# Stanisław Filasiewicz
Stanisław Filasiewicz (ur. 28 kwietnia 1881 w Cieszynie, zm. po 15 sierpnia 1944 tamże) – polski architekt.

## Biogram
Syn Hilarego i Bronisławy z Weychertów. W latach 1901–1907 studiował początkowo filozofię i prawo na Uniwersytecie Jagiellońskim w Krakowie, a następnie architekturę i inżynierię na Politechnice w Zurychu i na Wydziale Architektury Politechniki Lwowskiej.
Po studiach pracował jako architekt rządowy w Galicji. W latach I wojny światowej działał w organizacjach polskich w Szwajcarii, w 1919 roku w Komitecie Narodowym Polskim w Paryżu.
Po przyjeździe do Polski, w latach 1922–1923 kierował biurem projektowym Ministerstwa Wyznań Religijnych i Oświecenia Publicznego. Od 1924 roku do wybuchu wojny był kierownikiem biura projektowego Banku Polskiego w Warszawie, wykonał m.in. projekty budynków oddziałów Banku Polskiego w Brześciu nad Bugiem, Bielsku, Gdyni, Ostrowie Wielkopolskim a także domy pracowników banku w Warszawie (u zbiegu ulic Czerniakowskiej, Wilanowskiej i Okrąg), Wilnie, Sosnowcu, Kielcach i Łodzi. Jego twórczość ewoluowała od form klasycyzmu akademickiego do zmodernizowanego klasycyzmu i modernizmu.

### Zrealizowana budowla w Łodzi
- Dom pracowników Banku Polskiego przy ul. Wierzbowej 40, róg ul. prez. Gabriela Narutowicza 80/82, 1929–1933 – jeden z ważniejszych gmachów miasta powstałych ok. 1930 roku, stanowiący ogniwo pośrednie między architekturą lat 20. a „luksusowymi” kamienicami lat 30. XX w.